# Claudia Coslovich
Claudia Coslovich, italijansko-slovenska atletinja, * 26. april 1972, Trst.
Nastopila je na dveh olimpijskih igrah in v metu kopja osvojila dvanajsto mesto leta 2000 v Sydneyju in štirinajsto mesto leta 2004 v Atenah. Desetkrat je postala italijanska državna prvakinja v metu kopja, na svetovnih prvenstvih se je najvišje uvrstila na sedmo mesto leta 2003, kot tudi na evropskih prvenstvih leta 1998. Njen osebni rekord 65,30 m iz leta 2000 je tudi državni rekord Italije. Na Sredozemskih igrah je osvojila naslov prvakinje leta 2001 in srebrno medaljo leta 1997. Trikrat je bila izbrana za najboljšo športnico slovenske skupnosti v Italiji.